# Emilia Iglesias

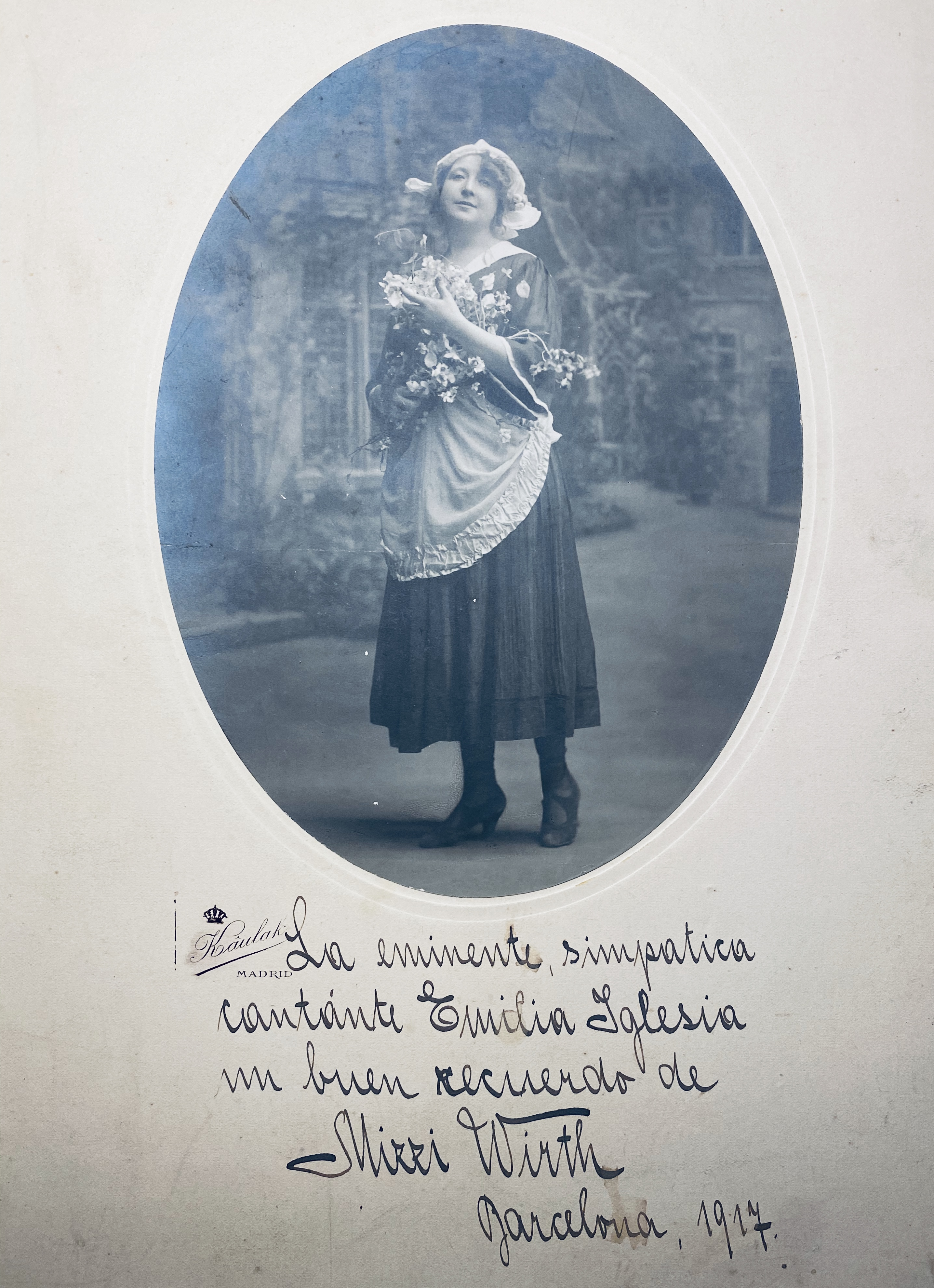
Emilia Iglesia. Pie de foto manuscrito: "La eminente, simpátia cantante Emilia Iglesia un buen recuerdo de Mizzi Wirth. Barcelona, 1917". Foto Kaulak.

Emilia Colás Iglesias (Zaragoza, 1885-Madrid, 1968) fue una cantante de zarzuela y de ópera de nombre artístico Emilia Iglesias, era la esposa del maestro Enrique Estela Lluch, y hermana del barítono y actor de cine Roberto Colás Iglesias, conocido con el nombre artístico de Roberto Rey.
Autodidacta, inició muy pronto sus actuaciones en pequeñas compañías. Con una compañía lírica italiana recorrió Iberoamerica, volviendo a España en 1912 donde actuó en los más importantes teatros nacionales. Estrenó las siguientes obras: la ópera Maruxa del maestro Amadeo Vives, en 1914, en el Teatro de la Zarzuela de Madrid, cantando el papel de Rosa; la zarzuela Los gavilanes del maestro Jacinto Guerrero, en 1923, en el Teatro de la Zarzuela de Madrid, cantando el papel de Adriana; la zarzuela La linda tapada del maestro Francisco Alonso, en 1924, en el Teatro Cómico de Madrid, cantando el papel de Laura; y la ópera Tierra levantina del maestro Enrique Estela, en 1925, en el Teatro Apolo de Valencia, cantando el papel de Amparo.
Las peculiaridades de su bella voz y la personal manera de moverse por la escena le permitieron interpretar con éxito todo tipo de repertorio tanto de zarzuela como operístico, entre los que destacan Carmen, Rigoletto, La Dolores, Las golondrinas, El gato montés, etc ...